# Radwimps 3 ~Mujintō ni motte ikiwasureta ichimai~
RADWIMPS 3 ~Mujintō ni motte ikiwasureta ichimai~ (jap. RADWIMPS 3〜無人島に持っていき忘れた一枚〜) – trzeci album studyjny japońskiego zespołu Radwimps, wydany w Japonii 15 lutego 2006 roku przez nową wytwórnię – Tōshiba EMI. Zadebiutował na 13 pozycji w rankingu Oricon i pozostał na liście przez 161 tygodni. Sprzedał się w nakładzie ponad 189 tys. egzemplarzy.  Zdobył status platynowej płyty.

## Lista utworów
Tekst i kompozycja: Yōjirō Noda
| CD  | CD                                                                                  | CD      |
| Nr  | Tytuł utworu                                                                        | Długość |
| --- | ----------------------------------------------------------------------------------- | ------- |
| 1.  | „4645” (czyt. Yoroshiko)                                                            | 2:42    |
| 2.  | „September-san” (jap. セプテンバーさん Seputenbā-san)                               | 5:07    |
| 3.  | „EDP ~Tonde hi ni iru natsu no kimi~” (jap. イーディーピー～飛んで火にいる夏の君～) | 2:58    |
| 4.  | „Tojita hikari” (jap. 閉じた光)                                                     | 4:28    |
| 5.  | „25 ko-me no senshokutai” (jap. 25コ目の染色体)                                     | 5:16    |
| 6.  | „Yayu” (jap. 揶揄)                                                                  | 3:36    |
| 7.  | „Hotaru” (jap. 螢)                                                                  | 4:18    |
| 8.  | „Otogi” (jap. おとぎ)                                                               | 3:28    |
| 9.  | „Saidai kōyakusū” (jap. 最大公約数)                                                 | 4:34    |
| 10. | „Hexun” (jap. へっくしゅん Hekkushun)                                               | 3:34    |
| 11. | „Tremolo” (jap. トレモロ Toremoro)                                                  | 3:20    |
| 12. | „Saigo no uta” (jap. 最後の歌)                                                      | 6:26    |